# Epapterus
Epapterus es un género de peces de agua dulce de la familia Auchenipteridae y del orden de los Siluriformes. Se distribuye en los cursos fluviales del norte y centro de Sudamérica cálida, llegando por el sur hasta el norte de la Argentina. Posee dos especies; en la mayor la longitud total ronda los 13 cm.

## Distribución geográfica
Se distribuye en los cursos fluviales de Sudamérica cálida. Una especie (E. blohmi) es endémica de la cuenca del Orinoco, en Venezuela. La otra (E. dispilurus) habita en las regiones centrales y occidentales de la cuenca del Amazonas, y hacia el sur hasta la cuenca del Plata, en la subcuenca del río Paraguay, en Paraguay, Bolivia, Brasil, norte de la Argentina.

## Taxonomía
Este género fue descrito originalmente en el año 1878 por el ictiólogo estadounidense Edward Drinker Cope.
Especies
El género se subdivide en sólo 2 especies:
- Epapterus dispilurus Cope, 1878
- Epapterus blohmi Vari & Jewett